# Алтер, Лукас
Лукас Алтер (порт. Lucas Halter; родился 2 мая 2000) — бразильский футболист, центральный защитник клуба «Ботафого».

## Биография
Воспитанник футбольной академии клуба «Атлетико Паранаэнсе». 27 января 2019 года дебютировал в основном составе «Атлетико» в матче Лиги Паранаэнсе против «Риу-Бранку». 10 марта забил свой первый гол за клуб в матче Лиги Паранаэнсе против «Толедо». 19 мая 2019 года дебютировал в бразильской Серии A в матче против клуба «Коринтианс».
В мае 2021 года получил травму, выбыв из строя до конца сезона. По этой причине он не был заявлен в розыгрыше Южноамериканского кубка, который выиграла его команда. Несмотря на отсутствие в заявке, Алтер (как и другой травмированный игрок «Атлетико» Матеус Баби) отправился на финальную игру в Монтевидео в составе официальной делегации «красно-чёрных».
В феврале и марте 2017 года в составе сборной Бразилии до 17 лет сыграл на юношеском чемпионате Южной Америки в Чили, в котором бразильцы одержали победу. В октябре того же года сыграл на юношеском чемпионате мира в Индии, в котором его сборная дошла до полуфинала, проиграв сборной Англии.

## Достижения
- Чемпион штата Парана (2): 2019, 2020
- Чемпион Кубка Бразилии (1): 2019
- Победитель Кубка обладателей Кубка Джей-лиги и Южноамериканского кубка: 2019